# اس‌ام یوبی-۲۰
اس‌ام یوبی-۲۰ (به انگلیسی: SM UB-20) یک زیردریایی بود. این زیردریایی در سال ۱۹۱۵ ساخته شد.